# 李晶善
李晶善（韓語：이정선，1967年5月25日—），韓國電視劇編劇。

## 作品

### 電視劇
- 1995年：MBC《TV城市》
- 1996年：MBC《十七個匙羹》
- 1999年：MBC《幸福每一天》
- 2002年：SBS《純真年代》
- 2005年：MBC《加油！金順》
- 2007年：SBS《外科醫生奉達熙》
- 2008年：MBC《我人生的黃金期》
- 2011年：KBS《烏鵲橋兄弟》
- 2014年：SBS《你們被包圍了》
- 2017年：KBS《爸爸好奇怪》

### 電影
- 2006年：《公寓404室》

## 外部連結
- NAVER搜索